# Musashi-Universität

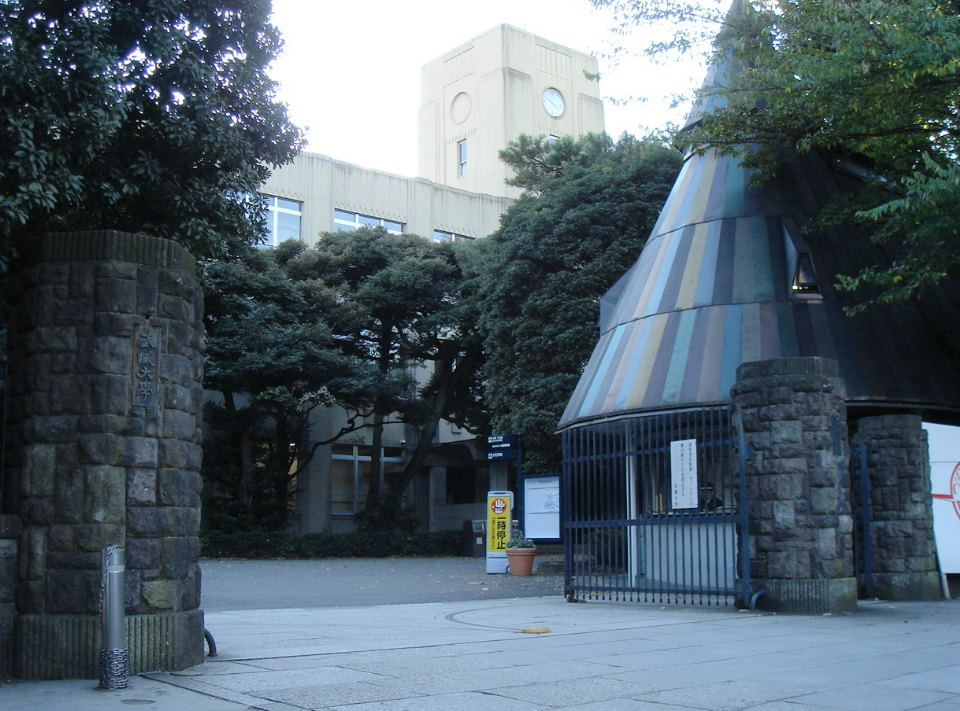
Haupttor

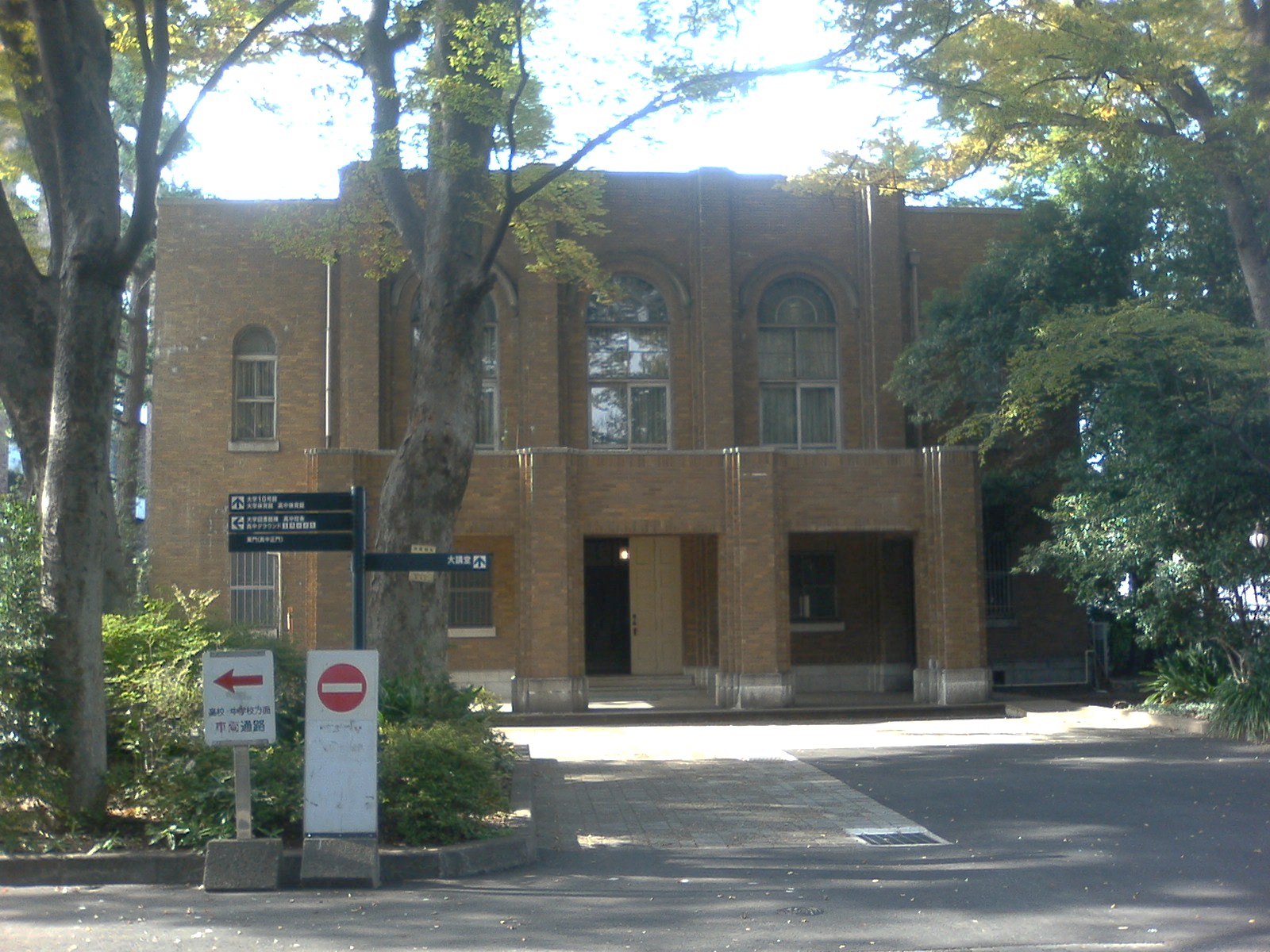
Die Große Aula, erbaut 1928

Die Musashi-Universität (japanisch 武蔵大学, Musashi daigaku) ist eine private Universität in Japan. Sie liegt in Nerima, Tokio.

## Geschichte
Die Universität wurde 1922 vom Unternehmer Kaichirō Nezu (1860–1940; siehe Nezu-Museum) als Musashi-Oberschule (武蔵高等学校, Musashi kōtō gakkō) gegründet. Sie war die erste private 7-jährige Oberschule (Alter: 12–19) in Japan und diente den reicheren Tokioter Söhnen als Vorbereitungskurs für die Kaiserlichen Universitäten.
Nach dem Pazifikkrieg wurde die Oberschule nach dem neuen japanischen Bildungssystem reorganisiert. Sie wurde zur (neuen) Musashi-Oberschule (1948; 3-jährige Schule), Musashi-Mittelschule (1949; 3-jährig) und Musashi-Universität (1949; 4-jährig). Die drei Schulen sind von der Nezu-Stiftung (学校法人 根津育英会) getragen.

## Fakultäten
Die Universität wurde mit einer Fakultät (Wirtschaftswissenschaften) eröffnet. Sie fügte die Fakultäten hinzu: Geisteswissenschaften (1969) und Sozialwissenschaften (1998).

## Bekannte Absolventen
- Tetsuya Ota (* 1959), ehemaliger Rennfahrer
- Takeo Watanabe (1933–1989), Komponist